# Violín
El violín (del italiano violino, diminutivo de viola) es un instrumento de cuerda. Quien lo toca recibe el nombre de violinista.
De la familia de las cuerdas frotadas, es el más pequeño y agudo entre los de su clase, que se compone de una caja de resonancia en forma de 8, un mástil sin trastes y cuatro cuerdas que se hacen sonar con un arco.
También puede haber violines electrónicos, semi  electrónico, acústico, de 5 cuerdas, silent, como también de metal.
En los violines antiguos, las cuerdas eran de tripa. Hoy pueden ser también de metal o de tripa entorchada con aluminio, plata o acero; la cuerda en mi, la más aguda ―llamada cantino― es directamente un hilo de acero, y, ocasionalmente, de oro. En la actualidad se están fabricando cuerdas de materiales sintéticos que tienden a reunir la sonoridad lograda por la flexibilidad de la tripa y la resistencia de los metales. 
Además del efecto logrado por el arco sobre las cuerdas, se pueden conseguir otros: pizzicato (pellizcando las cuerdas como en el arpa o la guitarra, pero con otra posición), trémolo (moviendo el arco arriba y abajo muy rápido), vibrato (oscilando ligeramente los dedos sobre las cuerdas), glissando (deslizando los dedos de una posición a otra), col legno (tocando con la parte de madera del arco), sul ponticello (tocando cerca del puente), sul tasto (tocando sobre el diapasón), etcétera.
Las partituras de música para violín usan siempre la clave de sol, llamada antiguamente «clave de violín».

## Etimología
La palabra «violín» proviene de violino, una palabra italiana que empezó a usarse en 1537 y que significa «viola pequeña». La palabra italiana se inspira en el término francés vyollon, que fue usado por primera vez en 1529 para designarle un nombre a la familia de cuerdas. El término empezó a expandirse como «violín» a finales del siglo XVI. La palabra «violín» se utilizó por primera vez en inglés en 1570.

## Afinación
Las cuerdas se afinan por intervalos de quintas:
- sol3
- re4
- la4
- mi5

El número está indicado de acuerdo con el índice acústico internacional, según el cual el do central es un do4. Este índice se utiliza en todo el mundo occidental excepto México (la 440→la5) y los países regidos por el índice acústico franco-belga (la 440→la3).
La cuerda de sonoridad más grave es la de sol3, y luego le siguen, en orden creciente, el re4, la4 y mi5..En el violín la primera cuerda en ser afinada es la del la; esta se afina comúnmente a una frecuencia de 440 Hz, utilizando como referencia un diapasón clásico de metal ahorquillado o, desde finales del siglo XX, un diapasón electrónico. El diapasón ha tendido a subir en los últimos años y se sitúa más comúnmente en los 442 Hz en la actualidad.
El cuerpo del violín posee una forma abombada, con silueta estilizada determinada por una curvatura superior e inferior con un estrechamiento a la cintura en forma de C. Las tapas del violín se modelan con suaves curvas que proporcionan la característica de abovedado. Los aros, que van alrededor del violín dando la silueta, son de poca altura, el mástil posee cierto ángulo de inclinación hacia atrás respecto al eje vertical, longitudinal y se remata por un caracol llamado colocho o voluta. La estructura interna del violín la constituyen dos elementos fundamentales en la producción sonora del instrumento dados por la barra armónica y el alma. La barra armónica corre a lo largo de la tapa justo debajo de las cuerdas graves y el alma está ubicada justo debajo del pie derecho del puente donde se ubican las cuerdas agudas.
El arco es una vara estrecha, de curva suave y construida idóneamente en la dura madera del palo brasil o «de Pernambuco» (Paubrasilia echinata), de unos 77 cm de largo, con una cinta de 70 cm constituida por entre 100 y 120 (con un peso de unos 60 gramos según longitud y calibre) crines de cola de caballo, siendo las de mejor calidad las llamadas "Mongolia", que provienen de climas fríos donde el pelo es más fino y resistente. Tal cinta va desde una punta a la otra del arco. Para que las cuerdas vibren y suenen de un modo eficiente, la cinta de cola de caballo del arco debe ser frotada adecuada y regularmente con una resina llamada colofonia (en España se llama "perrubia", de pez rubia). También, actualmente ―muchas veces para abaratar costos―, la crin blanqueada de caballo es sustituida por fibras vinílicas. El arco del violín tiene en la parte por la que es tomado un sistema de tornillo que al hacer desplazar la pieza por la cual se aferra un extremo de la cinta de crin hace que se tense o se distienda.
Los violines se clasifican de acuerdo con su tamaño: el 4/4 ―cuya longitud suele ser de 14 pulgadas o 35,5 cm y su ancho máximo de 20 cm, y un alto de 4,5 cm― es el más grande y es el utilizado por los adultos; le siguen violines de tamaño menor, destinados a jóvenes y niños, denominados 3/4, 2/4 y 1/4. Existe también un violín de tamaño 7/8, llamado también "Lady", que es utilizado por algunas mujeres o por varones adultos de manos pequeñas. El tamaño del violín va de acuerdo al tamaño (longitud) de la mano.

## Historia
La genealogía que lleva al violín actual es más compleja. Se encuentra en el frotamiento de las cuerdas del laúd y el rebab ―y su versión europea, el rabel―, instrumentos difundidos en la Europa mediterránea durante la expansión medieval de la cultura árabe. En Italia, a partir de la lira bizantina o el rebab, surgen los antecedentes más evidentes, tanto del violín como de la llamada viola da gamba; son tales precedentes la viola de arco (nombre que se utilizaba para todo instrumento de cuerda frotada con arco, como el rebeco rabel, y que también recibe las denominaciones de viela, vihuela, vihuela de arco, fídula y giga) y la lira o viola da braccio, está ya muy semejante a un violín o viola primitivos, aunque con el diapasón separando los bordones. Es en el siglo XVI que aparece el violín propiamente dicho, aunque con algunas diferencias respecto a la mayoría de los violines que se vienen fabricando desde el siglo XIX. La tapa superior y las tablas laterales se hacen de madera blanda, mientras que la tapa inferior se hace de madera dura. En el norte de Italia la ciudad de Cremona se hallaba entre un bosque de abetos (madera blanda) y uno de arce (madera dura), por lo que estas maderas eran las usadas por los grandes maestros violeros. El arco ha sufrido muchas modificaciones. El modelo actual data del siglo XIX, cuando François Tourte le dio una curvatura cóncava, que en los modelos más primitivos era convexa, como la del arco de cacería.

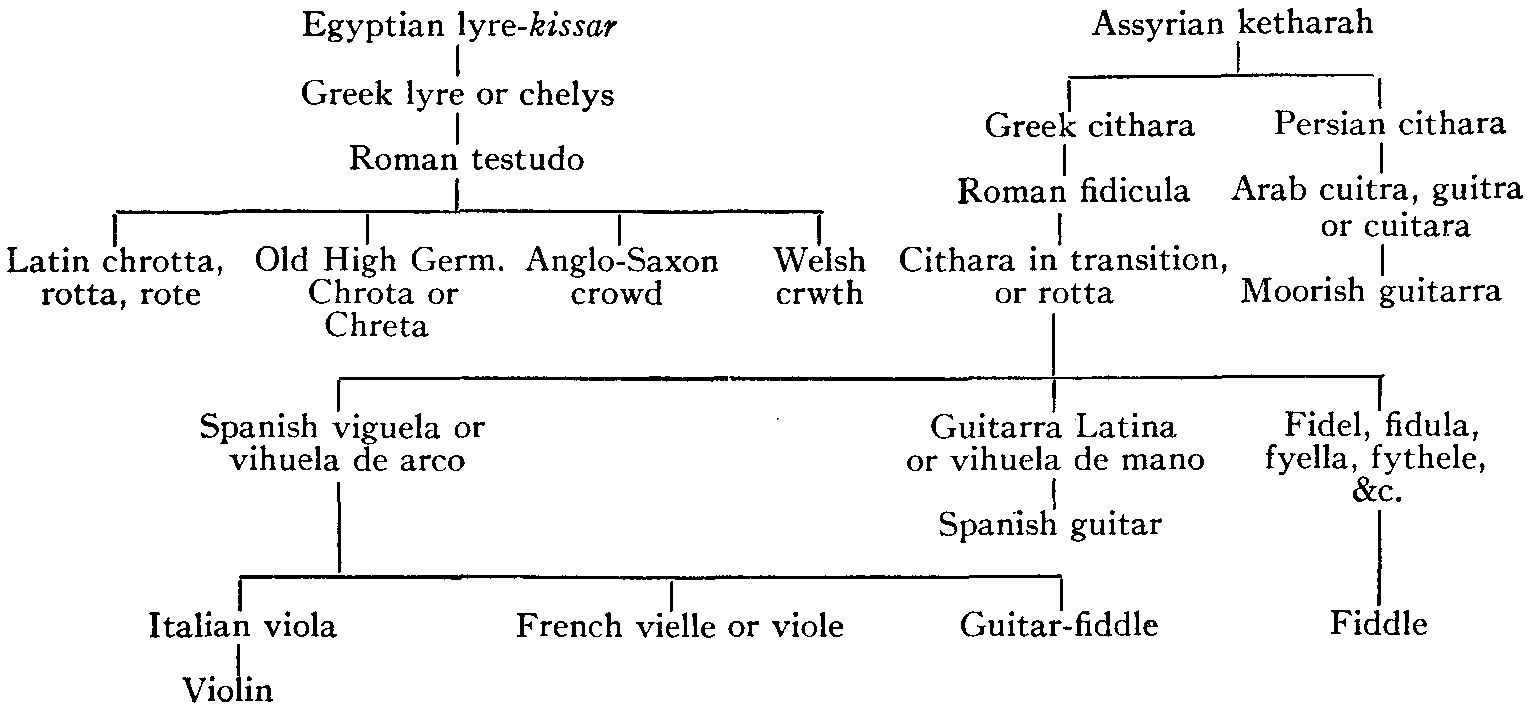
Genealogía del violín según la Enciclopedia Británica (vol. 7, pág. 514, 11.ª ed., 1911).

Aunque en el siglo XVII el violín (violino) se encontraba bastante difundido en Italia, carecía de todo prestigio (el laúd, la vihuela, la viela, la viola da gamba, la guitarra, la mandolina eran mucho más considerados). Sin embargo, Claudio Monteverdi es uno de los que descubren la posibilidad de las calidades sonoras del violín, y es por ello que lo usa para complementar las voces corales en su ópera Orfeo (1607). Desde entonces el prestigio del violín comienza a crecer. Hacia esa época comienzan a hacerse conocidos ciertos fabricantes de violines (llamados aún luteros o lauderos, o luthiers —más frecuentemente que violeros— ya que inicialmente se dedicaron a la fabricación de laúdes). Así se hacen conocidos Gasparo Bertolotti de Saló, o Giovanni Maggini de Brescia, o Jakob Steiner de Viena; sin embargo, una ciudad se hará celebérrima por sus lauderos especializados en la confección de violines: Cremona. En efecto, de Cremona son los justamente afamados Andrea Amati, Giuseppe Guarneri, Antonio Stradivari (sus apellidos suelen ser más conocidos en su forma latinizada: Amatius, Guarnerius, Stradivarius) y el mismísimo Claudio Monteverdi. Durante el siglo XIX se destacaron François Lupot y Nicolas Lupot. Es a partir de entonces, y sobre todo con el barroco, que se inicia la Edad de Oro (al parecer de allí en más perpetua) del violín.
Desde entonces el violín se ha difundido por todo el mundo, encontrándose incluso como «instrumento tradicional» en muchos países no europeos, desde América hasta Asia. El violín es un instrumento protagonista en las orquestas, grupos de cámara etc. Especial atención ha recibido en la música árabe, en la que el ejecutante lo toca apoyado en la rodilla cual si fuera un chelo, y en la música celta irlandesa, donde el instrumento recibe el nombre de fiddle (derivado del italiano fidula), y sus músicas derivadas como, en cierto grado, el country. 
En cuanto al secreto de la sonoridad típica de los violines realizados por las familias Stradivarius y Guarneri, existen hoy diversas hipótesis que, más bien que excluirse, parecen sumarse; en primer lugar se considera que la época fue particularmente fría, motivo por el cual los árboles desarrollaron una madera más dura y homogénea. A esto se suma el uso de barnices especiales que reforzaban la estructura de los violines. También se supone que los troncos de los árboles eran trasladados por ríos cuyas aguas tenían un pH que reforzaba la dureza de las maderas; también influye un comprobado tratamiento químico (acaso más que con el objetivo de la sonoridad, el de la conservación) de los instrumentos, que reforzó la dureza de las tablas.[cita requerida] Por último, ciertos violines Stradivarius tienen en sus partes internas un acabado biselado de los contornos en donde contactan las maderas, el cual parece beneficiar la acústica de estos violines.
(Hay un cuento de "El violín de la alegría ")
Hay que mencionar el violín de Savart, introducidos a comienzo del siglo XIX con su característica forma trapezoidal.

## Partes de un violín

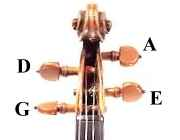
Enrollado y ajuste de las clavijas en el clavijero, correctamente estructurados.

El violín consta principalmente de una caja de resonancia que posee formas ergonómicas (de sección oval con dos estrechamientos cerca del centro). Tal caja de resonancia está constituida por dos tablas: la tabla armónica y la tabla del fondo (tradicionalmente hecha con madera de arce), las cubiertas laterales o aros y la tabla superior o tapa armónica (tradicionalmente de madera de abeto blanco o rojo); la tapa se encuentra horadada simétricamente y casi en el centro por dos aberturas de resonancia llamadas "oídos" o "eses", ya que en el tiempo de su diseño se usaba aún en la escritura o imprenta la S larga, semejante a una «efe» cursiva pero sin el travesaño horizontal, y en desuso a partir del siglo XVIII. Por la misma razón, actualmente se tienden a llamar «efes».
En el interior de la caja se encuentra el poste sonoro o alma del violín, que es una pequeña barra cilíndrica de madera dispuesta perpendicularmente entre la tapa y la tabla armónica del lado derecho del eje de simetría de la caja (esto es: prácticamente abajo, hacia la derecha, de la zona en donde se apoya el puente), del lado contrario al alma, a lo largo de la cara interna de la tapa, se encuentra adherido con cola un listón llamado barra armónica. Tanto el alma como la barra armónica cumplen dos funciones: ser soportes estructurales (el violín sufre mucha tensión estructural) y transmitir mejor los sonidos dentro de la caja de resonancia.
La caja de resonancia tiene, en el violín de orquesta, 35,7 cm de longitud, y se encuentra orlada por rebordes en ambas tablas; tales rebordes cumplen, además de una función decorativa, la función de reforzar el instrumento.

Diagrama de las partes de un violín.

Por fuera, la caja de resonancia se continúa por el mango o astil; el mástil o "mango" concluye en un clavijero, oquedad rectangular en la que se insertan las cuerdas anudadas y tensionadas allí mediante sendas clavijas para cada cuerda, las clavijas son como llaves simples de sección ligeramente conoidal; luego del clavijero, un remate llamado ―por su forma― voluta (aunque en ciertos casos la voluta se encuentra sustituida por otras formas, como por ejemplo, una cara humana o la figuración de una cabeza de león).
En cierto ángulo, las líneas de la voluta, en perspectiva, hacen una línea recta y continua con las cuerdas, especialmente mi y sol, y se juntan en el horizonte. Esto permite saber, cuando el violín está puesto en el hombro, cuándo se encuentra correctamente recto.
Sobre el mango se ubica el diapasón del violín o tastiera, este suele ser de ébano ya que esta madera produce ese sonido "maderil" que los instrumentos de cuerda frotada requieren además el ébano es sumamente duro y denso por lo que la fricción de las cuerdas no daña el diapasón. En violines antiguos pueden encontrarse tastieras de marfil.
Sobre la tapa de la caja se encuentra el ponticello o puente el cual mantiene elevadas las cuatro cuerdas, en la parte posterior de la caja de resonancia, unida a ella por un nervio flexible que se engancha a un botón, se encuentra otra pieza (tradicionalmente de madera de ébano) de forma triangular llamada el cordal, como su nombre lo indica, el cordal sirve para retener las cuatro cuerdas, estas se apoyan en los siguientes puntos: los orificios del cordal, el ponticello, la cejilla ubicada sobre el astil y las clavijas.
Cuando se quiere atenuar el sonido, se aplica sobre el puente una especie de tabique llamado sordina.
Desde fines de siglo XIX es común añadir a la parte trasera de la caja de los violines una mentonera o "berbiquí" desmontable, aunque tal aditamento no es indispensable (la invención de este añadido se atribuye a Louis Spohr); en cambio sí es de bastante importancia el barniz (Tradicionalmente "gomalaca" diluida en alcohol) con el cual se recubre, en su parte externa, a la mayor parte del violín.
La singular acústica del violín ha sido muy estudiada durante todo el siglo XX, destacándose las investigaciones del alemán Ernst Chladni, del cual deriva toda una formulación llamada esquema de Chladni.

## Posición del violín
La manera de sostener tanto el violín como el arco es una parte importante en la enseñanza del instrumento para lograr una buena técnica de ejecución, por lo tanto debe tener una primordial consideración al empezar el estudio del instrumento. 
Lo primero a tomar en cuenta en la posición del violín, es que este debe sostenerse de tal manera que los ojos se puedan fijar en la cabeza del violín; y a su vez el brazo izquierdo debe acomodarse ligeramente hacia adelante para que los dedos se coloquen de manera natural y perpendicular al diapasón. De mismo modo es importante la correcta y relajada colocación del instrumento entre el cuello y el hombro, tanto para el logro de un buen sonido y ejecución como para proteger al instrumentista de lesiones por tensiones innecesarias. Debe ser colocado lo más alto posible para que el brazo izquierdo, la mano y los dedos tengan libertad de movimiento para poder cambiar de posición con facilidad.  

## Cuidados

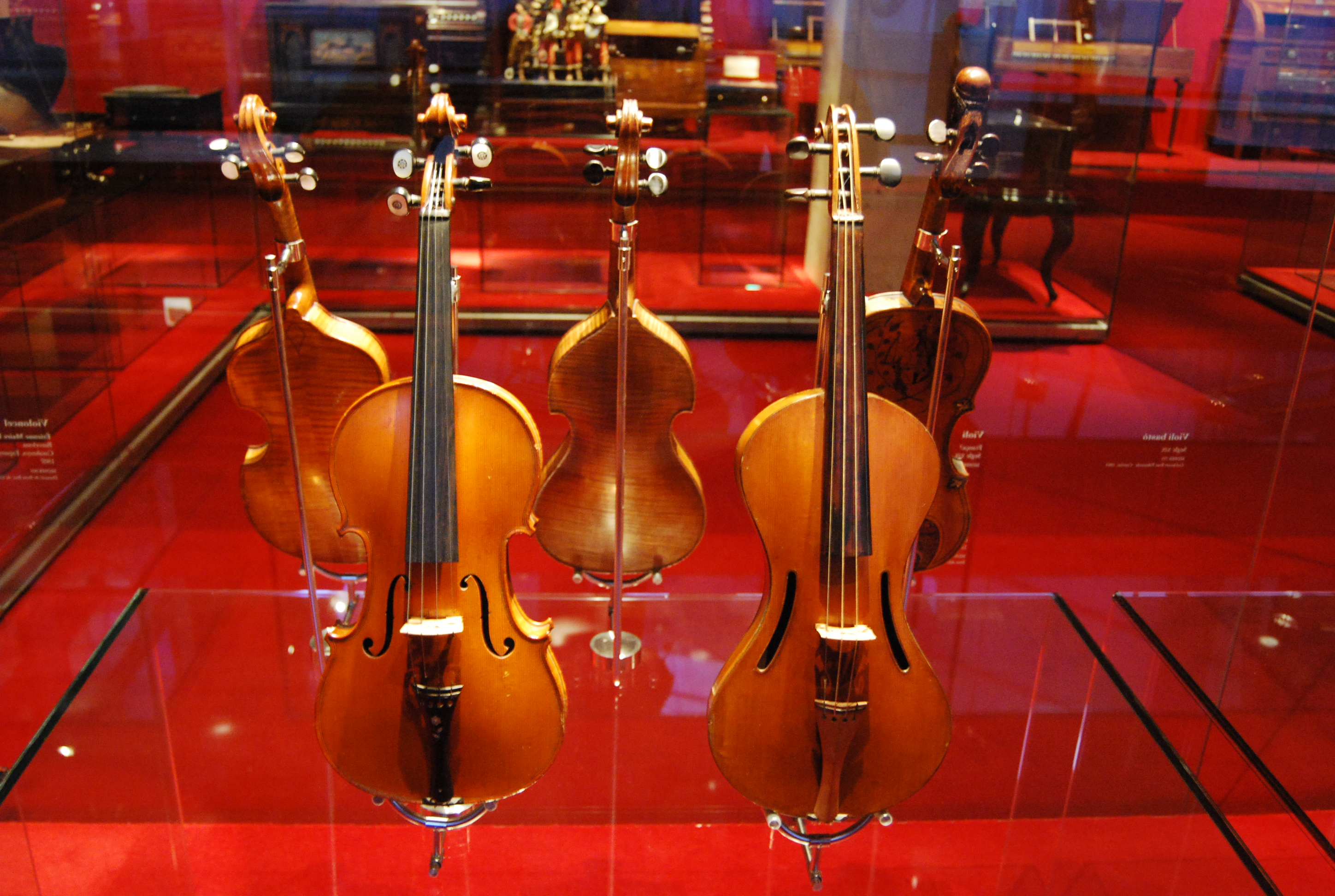
Violines en el Museo de la Música de Barcelona.

Instrumento de singular resistencia, el violín suele requerir de pocos cuidados especiales. Cuando no se usa debe estar guardado en un estuche lo más hermético y acolchado posible, con la caja, la vara del arco y las cuerdas limpias, y las crines del arco levemente distendidas. El violín ha de estar al resguardo en todo lo posible para que no le afecte la humedad ni cambios bruscos de temperatura; por lo demás, solo requiere una habitual limpieza con un paño seco, o bien con productos especialmente diseñados para ello. Las cuerdas suelen romperse por la tensión y la fricción, y por este motivo es conveniente que el violinista tenga un juego de cuerdas de repuesto. También suelen romperse los pelos de cola de caballo (crines) que constituyen la cinta del arco; por este motivo la ejecución frecuente puede obligar a su recambio cuando fuese necesario. Si se ejecuta el violín sin la barbada o mentonera, conviene usar un pañuelo en la parte del cuello y mentón en la cual se apoya el violín para evitar que el instrumento se vea afectado por la transpiración. Suele ocurrir que un violín "viejo" que haya sido bien ejecutado, suene mejor que un violín nuevo o con poco uso.
Es importante en el cuidado del violín que al guardarse durante un período largo de tiempo las cuerdas sean aflojadas para no quedar en tensión. Con esto la estructura del violín quedará protegida de posibles rajaduras por una tensión innecesaria.

## Innovaciones
Desde la segunda mitad del siglo XX las cuerdas y la cinta del arco, en muchos casos, empezaron a ser fabricados con materiales sintéticos; y el uso de estos materiales también se ha extendido a otras partes en el caso de los violines fabricados en serie: por ejemplo cordales, mentoneras, tastieras, que están siendo fabricados con material plástico lo cual afecta la sonoridad característica del instrumento, y por ello con cierta detracción de los violinistas profesionales. En el caso de los violines eléctricos, casi todos sus componentes son sintéticos, pero en ellos el sonido (diverso del de los acústicos) es elaborado electrónicamente; tales violines suelen usarse en conjuntos de pop, rock, jazz y afines.

## El violín en el folclore
La introducción hacia fines del siglo XVI e inicios del siglo XVII del violín en el ámbito del Cono Sur se debe principalmente a los religiosos jesuitas y franciscanos, muchos de ellos nacidos italianos como Domenico Zipoli, cuyo nombre lleva una famosa escuela de música cordobesa.
Los jesuitas introdujeron la enseñanza musical en las reducciones creadas en territorios que hoy pertenecen a la Argentina, Paraguay, Bolivia y el sur de Brasil, en una región poblada en los citados siglos por indígenas entre los cuales preponderaba la cultura guaraní. La mayor parte de esas pequeñas ciudades fue destruida con la expulsión de los jesuitas, en 1767 en la colonia española, precedida por una decisión del reino de Portugal. Las misiones jesuíticas de Bolivia son las únicas que se salvaron de la destrucción que sobrevino a la expulsión de los religiosos. Se trata de siete ciudades en la región conocida como Chiquitania donde anualmente se realiza un festival de música barroca.
En Brasil, el violín artesanal conocido por el nombre de rabeca fue introducido también por los religiosos, especialmente en la zona de las misiones jesuíticas, pero su utilización en la música se desarrolló más intensamente durante la breve presencia colonizadora del neerlandés Mauricio de Nasáu, en Recife, entre 1637 y 1643. Otro importante estímulo representó la instalación de la Corte portuguesa en Río de Janeiro en 1807.
Actualmente, la utilización de la rabeca como instrumento melódico es común en la música de la región nordeste y también en el norte amazónico. En la ciudad amazónica de Bragança, en el estado de Pará, la tradición de la rabeca recibió un notable impulso por parte del poder público que ayudó a instalar una escuela para la enseñanza del instrumento, basada en el conocimiento y la técnica de los maestros locales.

Dentro de los folclores sudamericanos el violín es particularmente relevante en el folclore de Argentina y en zonas aledañas, donde fue utilizado en la música religiosa, aunque rápidamente las poblaciones criollas y autóctonas supieron utilizarlo para músicas profanas. Así es que en gran parte del norte argentino y el sur de Bolivia, el violín (e incluso una variante más rústica que ha mantenido el arcaico nombre de rebab) es uno de los instrumentos musicales principales, tras la guitarra y el bombo. Con el violín se suelen acompañar los gatos, chacareras, las cuecas bolivianas y en menor medida chamamés, zambas y polcas criollas.

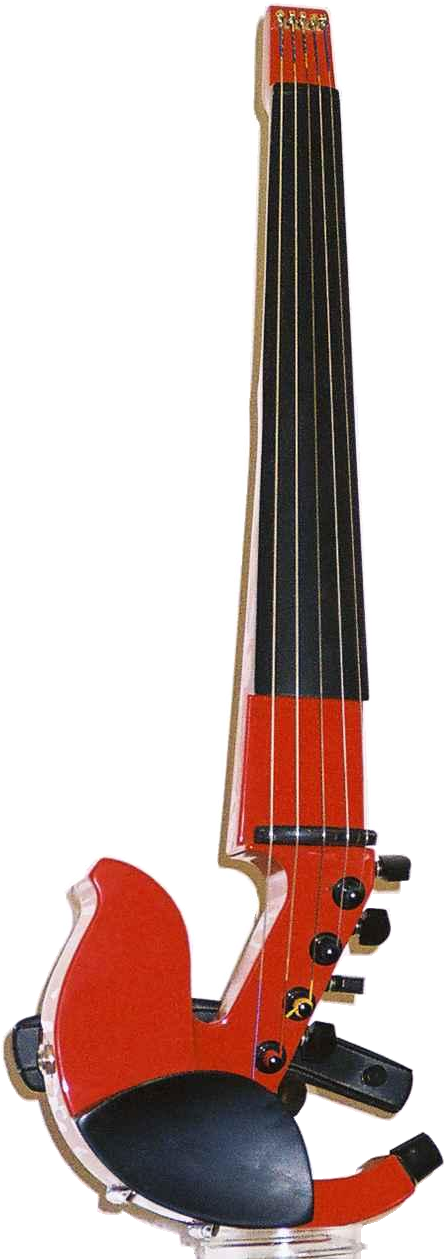
Violín eléctrico de 5 cuerdas.

Música de origen folclórico, el tango cuenta con el violín como uno de sus principales instrumentos. El violín de tango suele ser el mismo que el violín de concierto para la llamada música clásica, en cambio los violines de las otras músicas mencionadas anteriormente suelen ser violines "criollos", de formas muy semejantes al violín clásico, aunque la gran diferencia se encuentra en las maderas con que están confeccionados (algarrobo criollo y mistol o chañar por ejemplo); en gran parte de Argentina (especialmente en el NOA) a los músicos especializados en tocar el violín no se les dice violinistas sino violinistos o violistos, en el noreste es frecuente el término violinero (que sin embargo suele aplicarse más al "luthier"). Las etnias de ascendencia directamente aborigen también suelen confeccionar interesantes tipos de "violines", por ejemplo entre los qom'lek (o tobas) son característicos los "violines" fabricados a partir de una lata cuadrangular de aceite comestible a la cual se le aplica un mango de leño, las cuerdas suelen ser realizadas con tripa aunque más modernamente se realizan con los cables de metal que se obtienen de los sistemas de frenos de bicicletas; teniendo tales violines una entonación llamada m'biké, tal entonación, se considera, es similar a la que poseían los violines europeos en el siglo XVI.
En Venezuela se utiliza principalmente en la región de Los Andes para ejecutar bambucos y valses de la región. También se suele usar para la música típica de la sierra del estado Falcón. 
En México, su uso se extiende al son huasteco, huapango, música calentana, música planeca y mariachi. En España, se utiliza en los verdiales. En los países anglosajones, al violín folclórico se le denomina fiddle.
En Chile, la única región en la que el violín fue introducido de manera tradicional en la música folckórica es Chiloé, llegando a generarse una variante de este instrumento conocido como violín chilote, el cual, aparte de incorporar el uso de maderas nativas de la Patagonia chilena en la lutheria de violines, como alerce, coigüe y ciruelillo, presenta una caja acústica más plana y de mayor tamaño que el violín docto, dándole un sonido característico. Una variante del violín chilote que tiliza tripas de carnero como cuerdas es conocida como Barraquito, siendo común escuchar ambos instrumentos en danzas como la Pericona y en pasacalles en honor a santos y vírgenes. En Chiloé es común encontrar también al rabel como parte de los instrumentos musicales tradicionales.
Nicoló Paganini creó una mixtura muy interesante en la relación del humano y el violín, cuenta la historia que a su madre Teresa Bocciardo, para decirle que su hijo estaba destinado a ser el más importante violinista del mundo en los mentideros musicales de Italia, se hablaba del "diabólico talento" de Paganini, quien culminó esta etapa de la percepción de su pacto componiendo dos grandes obras, conocidas hoy día como los "24 Caprichos para violín" y "Concierto para violín n.º 1 (Paganini)".